# Anthaxia auricollis
Anthaxia (Haplanthaxia) auricollis – gatunek chrząszcza z rodziny bogatkowatych, podrodziny Buprestinae i plemienia Anthaxiini.

## Taksonomia
Gatunek ten został opisany w 1903 przez Charlesa Kerremansa. W obrębie rodzaju Anthaxia (kwietniczek) należy do podrodzaju Haplanthaxia, a w nim do grupy gatunków Anthaxia collaris species-group, która to wyróżnia się posiadaniem dużego zęba u nasady pazurków stóp. W obrębie tej grupy gatunek ten wraz z A. collaris i A. virescens tworzy zachodnią podgrupę gatunków, endemiczną dla subkontynentu indyjskiego i charakteryzującą się kolczastymi paramerami oraz większymi rozmiarami ciała. Dwa opisane przez Jana Obrnbergera gatunki: Anthaxia achardi i A. serenissima zostały zsynonimizowane z A. auricollis przez Svatopluka Bílego.

## Opis
Ciało długości od 4,6 do 6,1 mm, u samca złocistozielone z przyciemnionymi środkiem przedplecza i rejonem przyszwowym pokryw, natomiast u samicy ciemnoniebieskie lub niebieskofioletowe z przedpleczem prawie czarnym. Czułki u obu płci ciemne z metalicznym połyskiem. Czoło prawie płaskie. Krawędzie boczne przedplecza w części tylnej prawie równoległe. Pokrywy 1,8-1,9 razy tak długie jak szerokie, o krawędziach w części wierzchołkowej nieco podgiętych. Edeagus samca o bokach bardziej równoległych niż u A. virescens, a paramery uzbrojone w boczne kolce.

## Rozprzestrzenienie
Kwietniczek ten zamieszkuje południowe stoki Himalajów od Kaszmiru przez Nepal i Uttar Pradesh po Sikkim.